# Harrison Birtwistle
Harrison Birtwistle (født 15. juli 1934, død 18. april 2022) var en engelsk komponist.
Hans produktion var meget stor og spredt over mange genrer. Særlig opmærksomhed har der været omkring den musikdramatiske produktion der startede med Punch and Judy fra 1967 og som nåede en foreløbig kulmination med Sir Gawain and the Green Knight fra 1991. Hans tonesprog, f.eks i det centrale orkesterværk The Triumph of Timefra 1971, forenede klart en dramaturgi med en modernistisk nøgternhed, der blotlægger musikkens præcist artikulerede teksturer.